# 青島西海岸足球倶楽部
青島西海岸足球倶楽部（漢音読み：ちんたお-にしかいがん-そっきゅうくらぶ、中国語：青岛西海岸足球俱乐部）は、中華人民共和国山東省青島市を本拠地とする、中国サッカー・スーパーリーグに加盟するプロサッカークラブ。

## 概要
2007年に青島康太源商砼有限公司隊として創設。2017年に青島康太源足球運動俱楽部として法人化。2018年に青島中創恒泰足球運動俱楽部に、2021年に青島青春島足球倶楽部に改称。
2023年に、新たに創設された国家級新区である青島西海岸新区がパートナーシップを締結し、青島西海岸足球倶楽部と改称。